# Hemesthocera
Hemesthocera is een kevergeslacht uit de familie van de boktorren (Cerambycidae). De wetenschappelijke naam van het geslacht werd voor het eerst geldig gepubliceerd in 1850 door Newman.

## Soorten
Hemesthocera is monotypisch en omvat slechts de volgende soort:
- Hemesthocera flavilinea Newman, 1850